# Сільське господарство Естонії

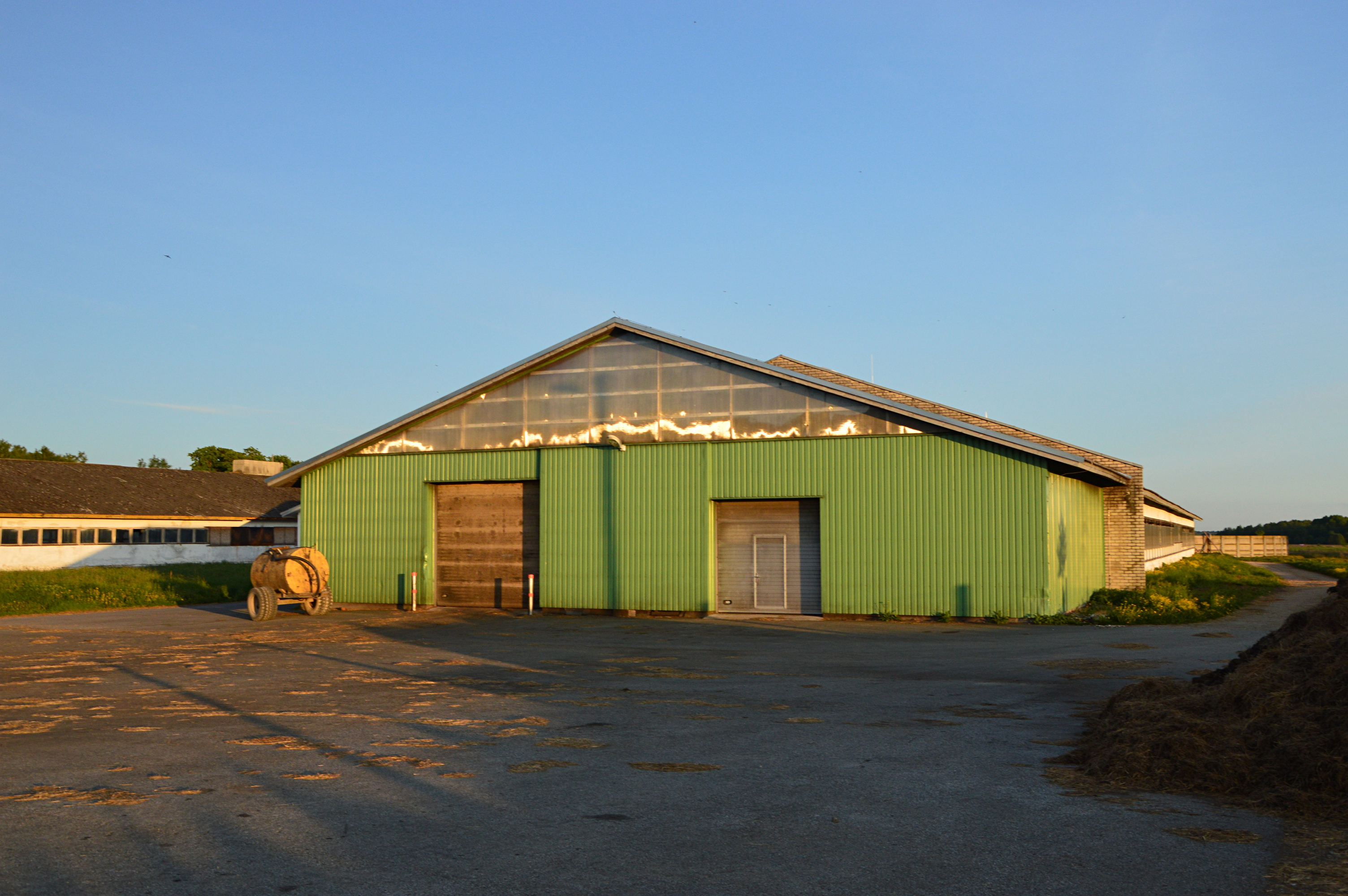
Молочна ферма в Естонії

Сільське господарство є важливою галуззю економіки Естонії. Воно зазнало істотних змін після занепаду колгоспів і радгоспів.

## Історія

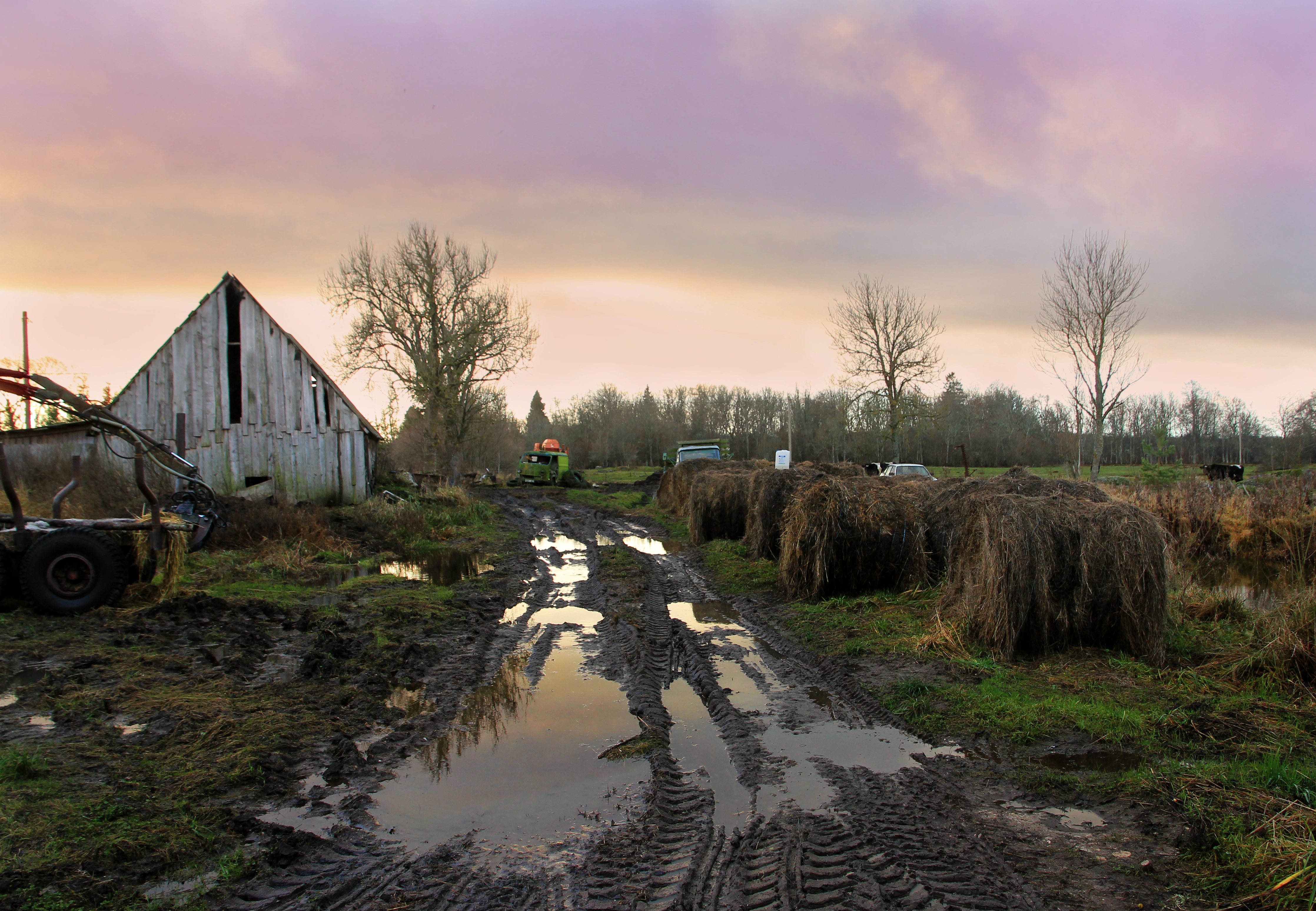
Невелика місцева ферма в Ляяне-Вірумаа

У 1991 році близько 12 відсотків працездатного населення було зайнято в сільському господарстві, на нього припадало 15,4 відсотка естонського ВВП. В Естонії налічується близько 1,3 млн га сільськогосподарських угідь та близько 1 млн га ріллі. У радянський період, площа орних земель скоротилася майже на 405 000 га, багато території виявилися покриті лісом. Колективізація 1940-х і 1950-х років принесла великі труднощі для сільського господарства Естонії, яке протягом першого періоду незалежності було основою естонського суспільства. Тим не менше, естонське сільське господарство залишалося більш продуктивним, ніж в середньому по СРСР. У 1990 році в Естонії було 221 колгоспів і 117 радгоспів, на кожному з яких в середньому працювало від 350 до 400 осіб. Середнє поголів'я стада становило 1900 голів великої рогатої худоби і 2500 свиней. Естонія була експортером м'яса і молока в інші республіки. Сільське господарство було основою розвинутої харчової промисловості республіки. Однак для виробництва м'яса Естонія в значній мірі спиралися на фуражне зерно з Росії. Коли республіка прагне скоротити експорт м'яса в кінці 1980-х років, Росія прийняла відповідні заходи, знизивши поставки фуражного зерна, що ще більше скоротило виробництво м'яса в Естонії. Зростання цін на паливо і загальна паливна криза на початку 1992 року також серйозно вдарили по сільськогосподарському виробництву. І хоча загальна площа польових культур зросла на початку 1990-х років, загальний обсяг виробництва і середня врожайність помітно знизилися.
Реформа естонської сільськогосподарської системи почалася в грудні 1989 року з прийняттям закону про фермерське господарство. Закон дозволяв приватним особам брати до п'ятдесяти гектарів землі для посадки та вирощування культур. Землю можна успадковувати, але не можна було купити або продати. Мета реформи полягала в тому, щоб стимулювати виробництво і повернути дух приватного фермерства в сільську місцевість після десятиліть централізованого планування. Через шість місяців після вступу закону в силу було створено близько 2000 приватних фермерських господарств, а через рік — понад 3500. З жовтня 1991 року фермерам було дозволено володіти землею. Це призвело до збільшення кількості фермерських господарств до 7200 на початку 1992 року. Станом на перше півріччя 1993 року було створено в загальній складності 8781 ферм, що охоплюють територію близько 225 000 га, або чверть орних земель Естонії.
У травні 1993 року парламент Естонії прийняв закон про податок на нерухомість, який став суттєвою проблемою для багатьох фермерів. Закон передбачав 0,5 відсотковий податок на вартість нерухомості, який слід було виплатити державі, і від 0,3 до 0,7 відсотків, які слід було виплатити органам місцевого самоврядування. Крім податків на нерухомість великим тягарем для фермерів стали витрати на паливо і нове обладнання.
З введенням приватного сільського господарства багато колгоспів почали розпадатися. Зросла корупція і «спонтанна приватизація» сільськогосподарського обладнання директорами колгоспів. Ряд найбільш успішних господарств Естонії були реорганізовані в кооперативи. Згідно з прогнозами уряду, в довгостроковій перспективі оптимальним стало б кількість від 40 000 до 60 000 приватних ферм з 50 га землі в середньому. У той же час в Естонії, ймовірно, зберігатиметься дуже високий рівень споживання домашніх фруктів і овочів. Опитування, проведене в 1993 році Естонським державним статистичним управлінням, показав, що майже 80 відсотків усього спожитої естонцями картоплі було вирощено на особистих підсобних господарствах або отримано від друзів або родичів. Тридцять відсотків яєць були отримані за межами ринку, а також 71,5 % всіх соків. В цілому естонці отримували більше 20 відсотків їжі з особистих підсобних господарств або від друзів або родичів.

## Лісове господарство
Естонія має 1,8 мільйона гектарів лісу і близько 274 млн кубометрів деревини. На лісове господарство припадало близько 9 відсотків промислового виробництва в 1992 році.

## Риболовля

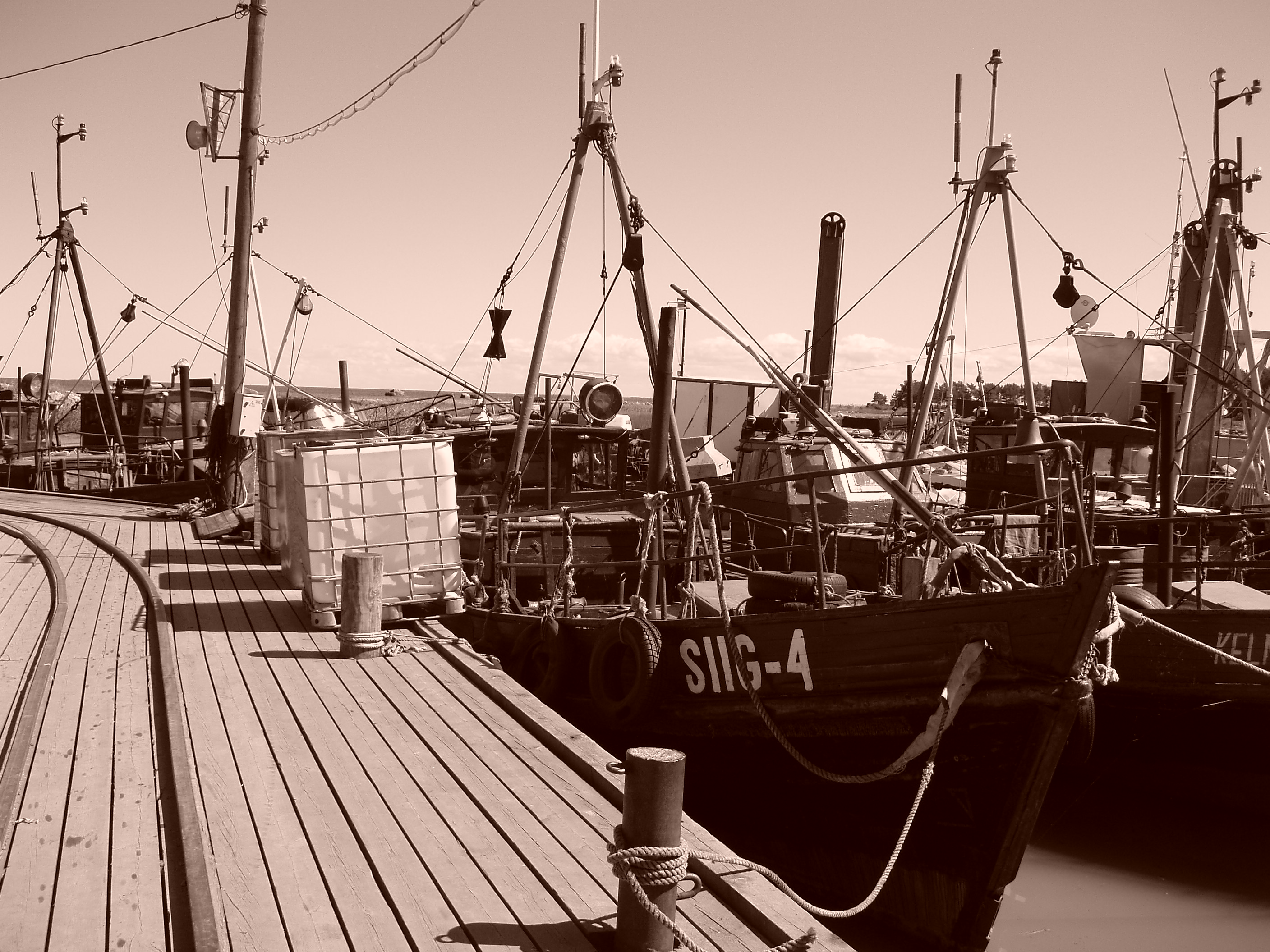
Старі рибальські судна в гавані Келнасе, Пранглі

Рибна промисловість Естонії також має великий потенціал. На початку 1990-х налічувалося 230 риболовецьких суден, у тому числі дев'яносто океанських. Значна частка експорту харчової промисловості Естонії припадала на рибу та рибні продукти. У 1992 році було спіймано близько 131 000 тонн живої риби.